# Vytautas Vaičikonis
Vytautas Vaičikonis (Panevėžys, 30 de junio de 1980) es un deportista lituano que compitió en piragüismo en la modalidad de aguas tranquilas. Ganó una medalla de plata en el Campeonato Mundial de Piragüismo de 2007 y una medalla de oro en el Campeonato Europeo de Piragüismo de 2008, ambsa en la pruena de K1 200 m.

## Palmarés internacional
| Campeonato Mundial | Campeonato Mundial   | Campeonato Mundial | Campeonato Mundial |
| Año                | Lugar                | Medalla            | Competición        |
| ------------------ | -------------------- | ------------------ | ------------------ |
| 2007               | Duisburgo (Alemania) | Medalla de plata   | K1 200 m           |
| Campeonato Europeo |                      |                    |                    |
| Año                | Lugar                | Medalla            | Competición        |
| 2008               | Milán (Italia)       | Medalla de oro     | K1 200 m           |